# Solo un padre
Solo un padre è un film del 2008 diretto da Luca Lucini e con la partecipazione di Luca Argentero e Diane Fleri, basato sul romanzo di Nick Earls Le avventure semiserie di un ragazzo padre e remake del film britannico Jack & Sarah (1995).
Le riprese sono iniziate il 21 gennaio 2008 a Torino. Realizzato con il sostegno della Film Commission Torino Piemonte, è uscito nelle sale cinematografiche il 28 novembre 2008 e ha incassato 2217000 €.

## Trama
La vita di Carlo, dermatologo trentenne, è sempre stata perfetta: genitori premurosi, una carriera avviata, buoni amici. Un'esistenza regolare la sua, che lascia poco spazio ai sentimenti. Ma un evento improvviso, che è la morte per parto della moglie, lo sconvolge: Carlo si trova solo ad accudire sua figlia Sofia, una bimba di dieci mesi capace di assorbire tutte le sue energie fisiche e mentali e di far vacillare ogni sua certezza. Per questo ragazzo padre – inesperto e apprensivo – non sembra esserci spazio per nient'altro. Almeno fino a quando non incontra Camille, una giovane ricercatrice francese. Di fronte alla sua solarità e ai suoi modi appassionati e incerti, Carlo si sente rinascere. E, a poco a poco, inizia anche a capire il senso profondo dell'essere padre.

## Colonna sonora
Le musiche sono composte da Fabrizio Campanelli. Sul tema principale Giorgia ha interpretato la canzone originale Per fare a meno di te, inserita nei titoli di coda. Nel film appaiono anche Everybody Hurts dei REM, Whisper di A Fine Frenzy, It's only fear di Alexi Murdoch e Sunrise di Norah Jones.

## Riprese
La scena del mare è girata a Varigotti, borgo costiero rione di Finale Ligure.